# Gustav Salomon Oppert
Pour les articles homonymes, voir Oppert.
Gustav Solomon Oppert, (30 juillet 1836 - 1er mars 1908) est un indologue et sanskritiste allemand. Il est professeur de sanskrit et de philologie comparée au Presidency College de Madras, traducteur de télougou pour le gouvernement et conservateur à la bibliothèque gouvernementale des manuscrits orientaux. Il est professeur à Madras de 1872 à 1893. Il est également rédacteur en chef du Madras Journal of Literature and Science de 1878 à 1882. Après avoir voyagé dans le nord de l'Inde de 1893 à 1894, il revient en Europe en 1894.

## Biographie
Oppert naît à Hambourg en 1836 et compte Jules Oppert et Ernst Oppert parmi ses onze frères et sœurs. Il obtient un doctorat en 1860, après avoir fréquenté quatre universités - Bonn, Leipzig, Berlin et Halle - et devient en 1866 bibliothécaire adjoint à la bibliothèque Bodléienne d'Oxford, en Angleterre. Il occupe également un poste similaire au château de Windsor pour la reine Victoria.
En 1872, Oppert est nommé professeur de sanskrit au Presidency College de Madras, qu'il quitte en 1893 pour effectuer une tournée dans le nord de l'Inde, en Chine, au Japon et aux États-Unis avant d'être nommé professeur de langues dravidiennes à l'université de Berlin.
Les écrits importants d'Oppert sont On the classification of languages (1879), On the weapons, army, organisation and Political Maxims of the ancient Hindoos (1880), Lists of Sanskrit manuscripts in Southern India (2 Vol. 1880-1885), Contributions to the history of Southern India (1882), and On the original inhabitants of Bharatavarsha of India  (1893).
Dans ce dernier ouvrage, Oppert utilise des recherches philologiques approfondies pour étayer l’idée selon laquelle les Dravidiens sont les premiers habitants de l’Inde. Parmi les Dravidiens populaires, Oppert compte Thiruvalluvar, qui écrit le Thirukkural, et Avvaiyar, le saint poète tamoul.
Il édite le livre intitulé Ramarajiyamu ou Narapativijayamu écrit en télougou par Venkayya alors qu'il travaille au Presidency College. Il est publié par Vavilla Ramaswamy Sastrulu and Sons en 1923.
Oppert, célibataire et sans enfant, meurt à Berlin le 1er mars 1908. Il est inhumé au cimetière juif de Weissensee.